# Agrupació Valencianista Escolar
Agrupació Valencianista Escolar (Agrupación Valencianista Escolar) fue una asociación universitaria valencianista fundada por estudiantes de la Universidad de Valencia en octubre de 1932, durante la Segunda República Española, y que desarrolló sus actividades hasta 1936. Tiene un antecedente en la Agrupació Nacionalista Escolar, fundada por Vicent Tomàs i Martí en 1918, y que existió hasta el triunfo del Golpe de Estado de Primo de Rivera de septiembre de 1923.
Los objetivos que se marcó fueron exclusivamente culturales y universitarios. Se definía como una «entidad eminentemente patriótica y cultural que no tiene otra preocupación que la expansión de la cultura y progreso universitario valenciano». Respecto a esto último sus miembros se propusieron luchar por revisar el régimen universitario, que consideraban «uniformista, centralista y antihumano», y por la concesión de la autonomía a la Universidad, «donde los valencianos seamos sus directores, sostenedores e impulsores, donde nuestra cultura ocupe el lugar que le pertenece». Con este objetivo organizó la Universitat Popular Valenciana, que se dedicó a una tarea de extensión cultural, que incluía cursos de Lengua y Literatura (valenciana) y de Geografía e Historia del País Valenciano.
Debido al clima de enfrentamiento que se vivía en las universidades españolas en la década de 1930, la Agrupació no creció demasiado al no tener objetivos políticos, aunque en alguna ocasión se puso del lado de la republicana Federación Universitaria Escolar (FUE) y mantuvo buenas relaciones con la Federació Nacional d'Estudiants de Catalunya (FNEC).
La Agrupació Valencianista Escolar fue una de las entidades firmantes de las Normas de Castellón.